# کالن موس
کالن موس (به انگلیسی: Cullen Moss) بازیگر آمریکایی است.
از فیلم‌های معروف او می‌توان به بازی در فیلم در جستجوی عدالت، ملت ترور و پرنده سیاه اشاره کرد.